# Сапега, Александр Павел
Алекса́ндр Па́вел Сапе́га герба Лис (пол. Aleksander Paweł Sapieha, 8 сентября 1672 — 4 января 1734, Вильно) — государственный и военный деятель Великого княжества Литовского, чашник великий литовский (1692), надворный маршалок литовский (1692—1699) и великий маршалок литовский (1699—1703, 1705—1708, 1713—1734).
Владел Друей, Иказнью, Сапежиным, Дубровной и другими имениями.

## Биография
Происходил из черейско-ружанской линии магнатского рода Сапег герба «Лис», младший сын великого гетмана литовского и воеводы виленского Казимира Яна Сапеги (1638—1720) и Криштины Барбары Глебович (ум. 1695). Имел старших братьев Ежи Станислава и Михаила Франтишека.
Учился в иезуитском коллегиуме в Бранево (Браунсберге), затем продолжил образование в Западной Европе. В 1685—1689 годах учился в Париже.
В конце 1689 года молодой Александр Павел Сапега вернулся из-за границы на родину. В 1692 году участвовал в молдавской военной кампании польского короля Яна Собеского, получил должности великого чашника литовского и надворного маршалка литовского.

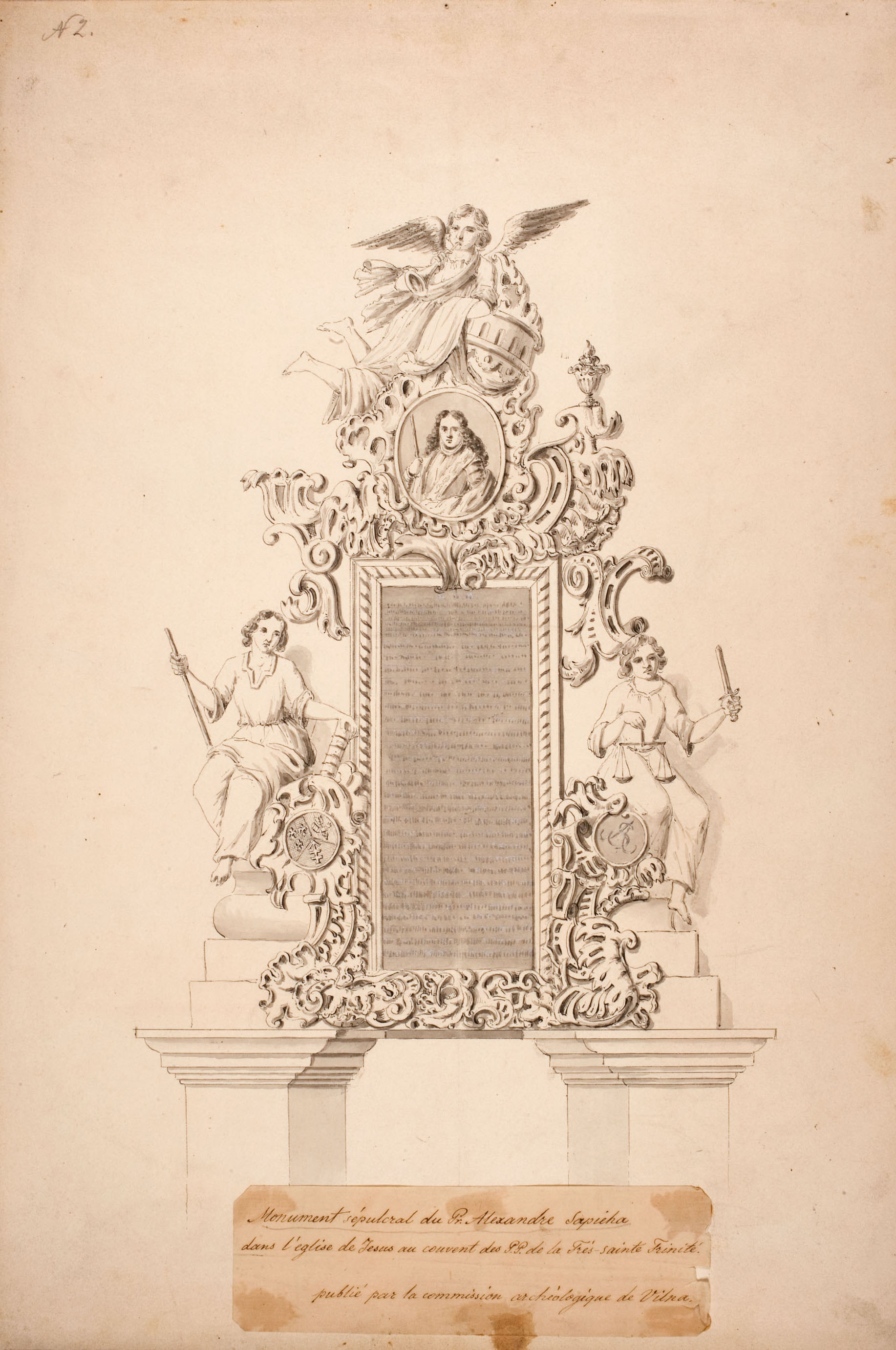
Надгробие Александра Павла Сапеги с его портретом.

В 1697 года Александр Павел Сапега поддержал элекцию французского принца Франсуа Луи де Конти. Однако после избрания на польский престол саксонского курфюрста Августа II Сильного получил от него в 1699 году должность маршалка великого литовского.
В ноябре 1700 года великий маршалок литовский Александр Павел Сапега участвовал в битве под Олькениками, в результате которой Сапеги потерпели поражение от литовского шляхетского ополчения под руководством Радзивиллов, Вишневецких, Пацов и Огинских.
Во время Великой Северной войны (1700—1721) Александр Павел Сапега в 1703 году перешел на сторону шведского короля Карла XII и поддержал его ставленника, польского короля Станислава Лещинского. В 1705 году Станислав Лещинский назначил Александра Сапегу маршалком великим литовским. В 1709 году был избран маршалком Литовского Трибунала. После изгнания Станислава Лещинского и возвращения в Польшу Августа Сильного Александр Павел Сапега лишился должности великого маршалка литовского и перешел в политическую оппозицию.
В 1713 году король польский и великий князь литовский Август II Сильный вернул Александру Сапеге должность маршалка великого литовского, которую он занимал до самой своей смерти. В 1715 году был награждён Орденом Белого Орла.
4 января 1734 года 61-летний маршалок великий литовский Александр Павел Сапега скончался в Вильно.

## Семья и дети
В 1691 году женился на Марии Криштине де Бетюн (1677—1721), дочери маркиза Франсуа-Гастона де Бетюна (1638—1692), французского посла в Польше, и Мари-Луизы де Лагранж д’Аркьен (1638—1728), племяннице польской королевы Марии Казимиры Собеской, вдове великого маршалка литовского и ордината клецкого Станислава Казимира Радзивилла (1648—1690). Дети:
- Людвика Мария Сапега (1695—1768), 1-й муж с 1711 года граф Александр Доминик Велепольский (ум. 1725), 2-й муж с 1730 года подстолий великий литовский Антоний Михаил Потоцкий (ум. 1766)
- Казимир Леон Сапега (1697—1738), генерал литовской артиллерии
- Юзеф Станислав Сапега (1708—1754), епископ-коадъютер виленский
- Михаил Антоний Сапега (1711—1760), великий подканцлер литовский
- Мария Сапега